# Venus Doom
Venus Doom è il sesto album musicale del gruppo gothic rock finlandese HIM. È stato inciso nei Finnvox Studio sotto la supervisione di Tim Palmer.
L'uscita dell'album prevista per il 10 luglio 2007 è stata in seguito posticipata al 17 settembre.
Il frontman della band, Ville Valo ha dichiarato che l'album avrebbe avuto delle tonalità più dure rispetto ai precedenti, ma che non avrebbe perso la peculiarità delle canzoni, riguardanti l'amore e la perdita.
Durante il "Give It a Name Festival 07" il gruppo ha suonato un brano tratto da Venus Doom, intitolato Dead Lover's Lane.

## Testi
Il testo di The Kiss of Dawn è stato scritto da Ville Valo in ricordo di un caro amico morto suicida; la terza traccia, Passion's Killing Floor, è contenuta nella colonna sonora del film Transformers diretto da Michael Bay. Song or Suicide è un brano di poco più di un minuto, registrato da Ville Valo in una camera d'albergo. Si possono infatti sentire in sottofondo rumori come lo scricchiolio della sedia e il passaggio di un'auto alla fine del pezzo. La traccia Sleepwalking Past Hope contiene un riferimento all'Inferno di Dante.

## Tracce
Testi e musiche di Ville Valo.
1. Venus Doom – 5:08
2. Love in Cold Blood – 5:55
3. Passion's Killing Floor – 5:11
4. The Kiss of Dawn – 5:55
5. Sleepwalking Past Hope – 10:03
6. Dead Lovers' Lane – 4:29
7. Song or Suicide – 1:11
8. Bleed Well – 4:25
9. Cyanide Sun – 5:54

Tracce bonus della Deluxe edition
1. Love In Cold Blood (Special K Remix) – 4:25
2. Dead Lover's Lane (Special c616 Remix) – 4:29
3. Bleed Well (Acoustic version) – 3:53

Trace bonus dell'edizione iTunes
1. Killing Loneliness (Live) – 4:21
2. Wings of a Butterfly (Live) – 3:19

### Japan Promo DVD
- The kiss of dawn (Video)
- E.P.K - Intervew (Video)

## Formazione
- Ville Valo - voce, chitarra acustica in Song or Suicide
- Mikko Lindström - chitarra solista
- Mikko Paananen - basso
- Janne Puurtinen - tastiere
- Mika Karppinen - batteria